# Энгельгардт, Николай Николаевич фон
Николай Николаевич фон Энгельгардт (в западном написании Николай-Генрих фон Энгельгардт нем. Nikolai Heinrich von Engelhardt; 1730, Санкт-Петербург — 12 июня 1778, Выборг, Российская империя) — генерал-поручик, выборгский губернатор.

## Биография
Родился в 1730 году в Петербурге в семье немецкого врача и дочери выборгского купца. Его отец доктор медицины Никлас Фридрих Энглерт (Энгельгардт), родом из Гессен-Касселя, выехал в первой половине XVIII века в Россию, где был директором петербургского сухопутного госпиталя.
Рано определённый отцом в лейб-гвардии Семёновский полк, Николай фон Энгельгардт к 1761 году был сержантом. Близкое знакомство с братьями Орловыми и участие в дворцовом перевороте 1762 года способствовали его дальнейшей карьере в царствование Екатерины II.
22 февраля 1765 года Энгельгардт был произведён из капитанов в бригадиры, определён вице-губернатором в Выборг и пожалован поместьем в северной части Выборгской губернии. 21 апреля 1771 года получил чин генерал-майора, с 1774 года исполнял обязанности губернатора, а 22 сентября 1777 года был произведён в генерал-поручики и официально назначен выборгским губернатором. В 1778 году получил титул барона, но вскоре умер. По его инициативе в выборгской крепости Кроне-Санкт-Анна было построено деревянное здание театра, считающегося первым театром Финляндии. В его правление в Выборгской губернии, как и в Остзейских губерниях, стало более последовательно применяться старое шведское законодательство, гарантировавшее привилегии шведско-немецкого дворянства и купечества.

## Семья
Был женат на Хелене Векрут (Векрот, 1749—1796), представительнице богатейшего выборгского купеческого рода. Из восьми детей большинство умерло во младенчестве; дочь Наталья (1773—1829) стала супругой финляндского генерал-губернатора Фаддея Фёдоровича Штейнгеля.